# Bathanthidium bicolor
Bathanthidium bicolor is een vliesvleugelig insect uit de familie Megachilidae. De wetenschappelijke naam van de soort werd voor het eerst geldig gepubliceerd in 2004 door Wu als Anthidium bicolor